# Maryszewice
Maryszewice – osada w Polsce położona w województwie wielkopolskim, w powiecie leszczyńskim, w gminie Lipno, na północny zachód od Leszna.
W latach 1975–1998 miejscowość administracyjnie należała do województwa leszczyńskiego.